# Jimmy Jones (Sänger)
Jimmy Jones (* 2. Juni 1937 in Birmingham, Alabama; † 2. August 2012 in Aberdeen, Moore County, North Carolina) war ein US-amerikanischer Rock-’n’-Roll- und Popsänger. Seine bekanntesten Songs sind der Nummer-eins-Hit Good Timin’ und das Lied Handy Man, das für ihn selbst sowie für Del Shannon und später auch für James Taylor zum Hit wurde.

## Leben

### Von Alabama ins Apollo
Jones zog als Teenager aus Alabama nach New York um, wo er sich 1954 der Doo-Wop-Gruppe The Berliners anschloss. Die Band benannte sich bald um in Sparks of Rhythm. 1955 schrieb Jones den Song Handy Man, den die Sparks of Rhythm 1956 auf Schallplatte aufnahmen, nachdem Jones die Band bereits verlassen hatte.
Jones gründete mit anderen Sängern die Savoys, die nach dem Wechsel zu einer anderen Plattenfirma in The Pretenders umbenannt wurden. Diese traten im 1956 mehrmals mit verschiedenen anderen Künstlern wie Clyde McPhatter, Sonny Knight, den Cleftones und den Teenagers im New Yorker Apollo Theater auf und veröffentlichten einige Singles, die mit guten Kritiken bedacht wurden. 1957 wurden aus den Pretenders für etwa ein Jahr The Jones Boys, die im Frühjahr das Lied The Whistlin’ Man aufnahmen – Jones’ erste eigene Version seines späteren Hits Handy Man. Die Pretenders lösten sich im Frühjahr 1959 auf.

### Tophits beiderseits des Atlantiks
Jones traf den Songwriter und Musikproduzenten Otis Blackwell, mit dem er im Juni 1959 ins Studio ging. Blackwell bearbeitete Jones’ Lied Handy Man und produzierte eine neue Demoaufnahme mit dem Autor als Sänger. Da der Flötist nicht zur Aufnahmesession erschienen war, pfiff Blackwell selbst auf der Aufnahme. Den Song mit dem für Jones typischen Rock-Falsettgesang im Stile von Clyde McPhatter oder Sam Cooke konnten die beiden an MGM verkaufen, die ihn im September auf ihrem Club-Records-Label veröffentlichten. 
Jones hatte seinen ersten Hit sowohl in den USA, wo Handy Man in 18 Wochen in den Charts bis auf Platz zwei stieg, als auch wenig später in Großbritannien. 1960 nahm Jones ebenfalls mit Blackwell Good Timin’ auf, ein Lied von Fred Tobias und Clint Ballard Jr. Wie Handy Man verkaufte sich die Single in den USA mehr als eine Million Mal; in Großbritannien eroberte sie am 7. Juli 1960 die Nummer-eins-Position in der Hitparade, die sie drei Wochen lang halten konnte.

### Nach den großen Erfolgen
Nach den Hits konnte Jones seine Karriere nicht auf dem hohen Niveau halten, brachte aber im folgenden Jahr noch zwei weitere Singles in den USA und drei in Großbritannien in die unteren Regionen der Charts. Obwohl er nur zwei Top-Ten-Hits verzeichnen konnte, blieb er ein bekannter Songwriter und zunächst auch als Sänger im Musikbusiness. Zwischen 1962 und 1967 brachte er weitere Schallplatten auf verschiedenen Labels heraus, darunter 1966 auf Parkway ein Duett mit Little Eva, Don’t You Just Know It. In den 1970er und 1980er Jahren war wenig von Jones zu hören; 1986 war er einer der Künstler der Vintage Doo-Wop Rockers, die Arthur Criers Don’t Let Them Starve als Benefizplatte gegen den Hunger in Afrika aufnahmen.

### Einflüsse auf andere Künstler
Del Shannon, der Handy Man 1964 als Coverversion erneut in die Charts brachte, nannte Jones in einem Atemzug mit den Ink Spots als seinen Haupteinfluss; Shannon wiederum hatte mit seiner Falsettstimme einen großen Einfluss auf den Gesang der Discohits der Bee Gees. 1977 hatte auch James Taylor einen US-Nummer-vier-Hit mit Handy Man.
Noch in den 1990er Jahren brachte Jones das Album Grandma’s Rock & Roll Party mit Neuaufnahmen auch seiner beiden großen Hits heraus. In dieser Zeit erlebte seine Musik in der britischen Northern-Soul-Bewegung ein Revival. 2002 wurden daraufhin seine beliebtesten Songs auf der Doppel-CD Good Timin’: The Anthology wieder veröffentlicht.